# Mimosa Willamo
Mimosa Willamo (Espoo, 1994) is een Finse actrice. Ze spreekt zowel Fins als Zweeds en treedt ook in beide talen op in producties.

## Biografie
Op haar achtste begon Willamo met nasynchroniseren en op haar vijftiende startte ze met het presenteren van het Yle-kinderprogramma Galaxy.
Voor haar acteerwerk in de film Päin seinää (2014) ontving Willamo een Jussi in de categorie Beste vrouwelijke bijrol. Op het horrorfilmfestival Screamfest kreeg de Finse vanwege haar rol in de film Bodom (2016) een prijs voor Beste actrice. Haar optreden in de film Aurora (2019) leverde haar een Jussi op in de categorie Beste actrice.

## Filmografie (selectie)
| Jaar        | Titel                       | Rol                    | Type productie | Opmerkingen     |
| ----------- | --------------------------- | ---------------------- | -------------- | --------------- |
| 2003        | Jesus & Josefine            | Josefine               | Televisieserie | 24 afleveringen |
| 2014        | Päin seinää                 | Tiina 'Takku' Kurhinen | Film           |                 |
| 2016        | Teit meistä kauniin         | Amanda 'Mandy' Gaynor  | Film           |                 |
| 2016        | Badom                       | Nora                   | Film           |                 |
| 2018 - 2019 | HasBeen                     | Salla                  | Televisieserie | 13 afleveringen |
| 2018 - 2021 | Karppi (Deadwind)           | Henna Honkasuo         | Televisieserie | 28 afleveringen |
| 2019        | Aurora                      | Tuuli Aurora Ruikka    | Film           |                 |
| 2019        | Aallonmurtaja               | Olli                   | Televisieserie | 4 afleveringen  |
| 2019        | Badrumsliv                  | Lo                     | Televisieserie | 18 afleveringen |
| 2019 - 2021 | Roba                        | Heidi Salonen          | Televisieserie | 12 afleveringen |
| 2020        | Roslund & Hellström: Box 21 | Mariana Hermansson     | Televisieserie | 5 afleveringen  |
| 2022        | Roslund & Hellström: Cel 8  | Mariana Hermansson     | Televisieserie | 6 afleveringen  |
| 2022        | Sisu                        | Aino                   | Film           |                 |

- Biblioteca Nacional de España: XX5692804
- Gemeinsame Normdatei: 1271364158
- Virtual International Authority File: 7151049877533410820
- WorldCat: E39PBJbRmKc7Bw4rRBqWM3R3Qq